# Автомагістраль G4 Пекін-Гонконг-Макао
Автомагістраль Пекін–Гонконг–Макао (Chinese), позначена як G4 і зазвичай згадується як Jinggang'ao Expressway (кит.: 京港澳高速公路) швидкісна автомагістраль довжиною 2 272,65 км (1 412,16 миля), яка з’єднує китайські міста Пекін і Шеньчжень у провінції Гуандун на кордоні з Гонконгом. Швидкісна дорога закінчується на контрольно-пропускному пункті порту Хуанган у Шеньчжені, навпроти прикордонного контрольно-пропускного пункту Лок Ма Чау в Гонконгу.

## Маршрут

### Пекін

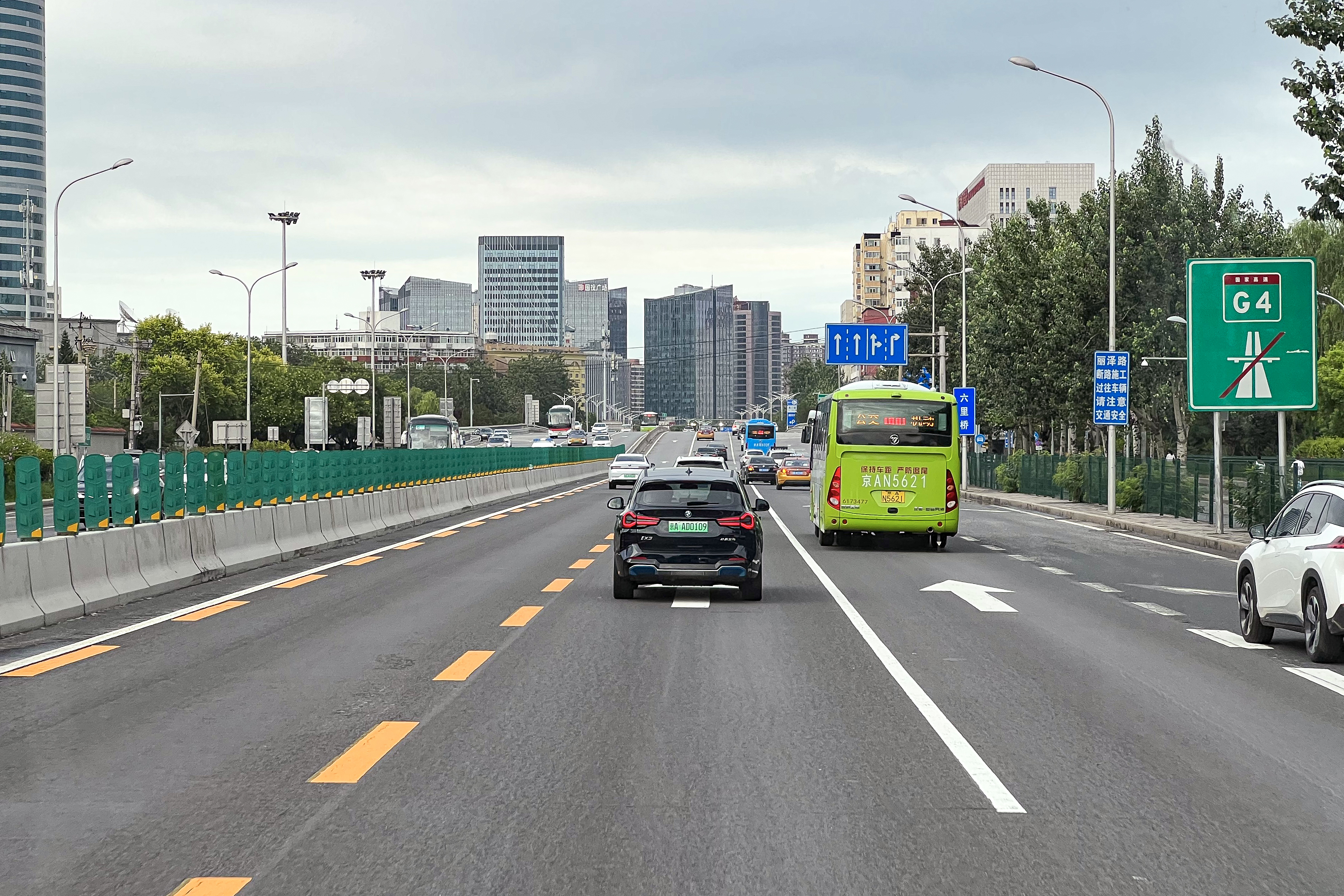
Північний кінець G4 в Люліцяо

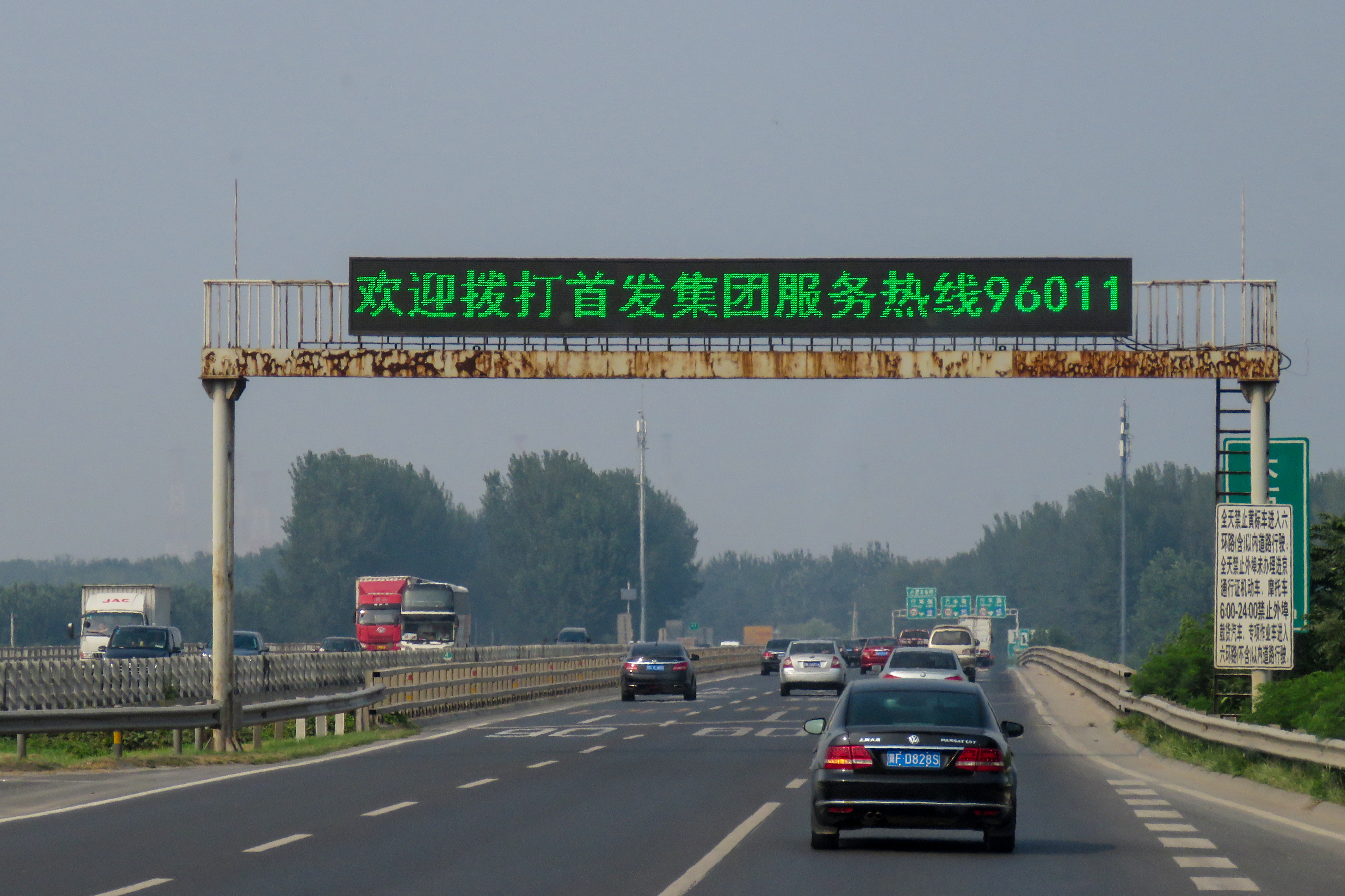
Пекінська ділянка автомагістралі G4 (біля Люліхе)

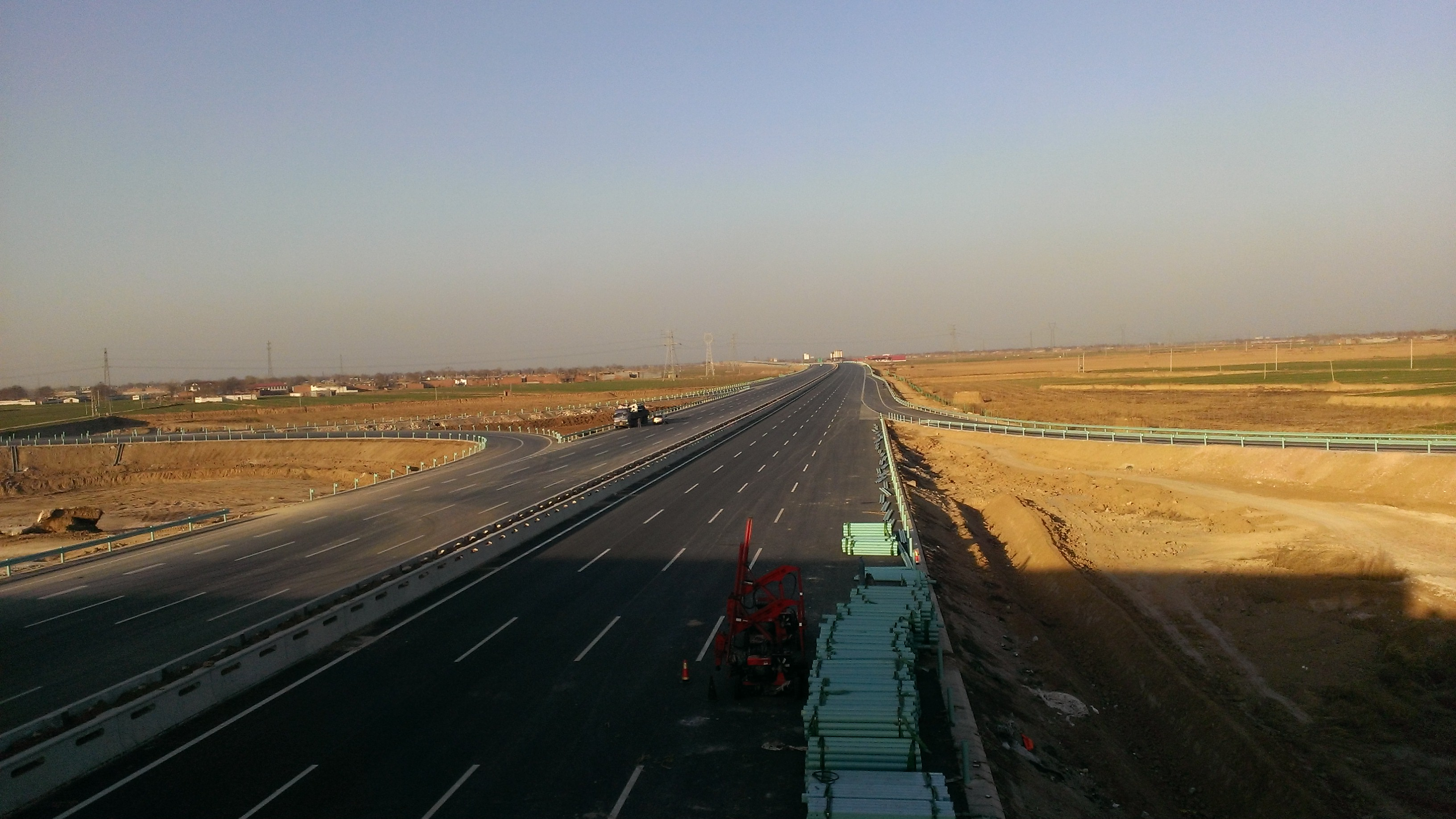
Ділянка швидкісної автостради G4 у Хебеї розширюється у 2014 році

Автомагістраль починається на розв'язці з південно-західною ділянкою 3-ї кільцевої дороги, відомої як міст Люхецяо, у Пекіні. Спочатку вона прямує на захід, проходячи через 4-у кільцеву дорогу Пекіна в Yuegezhuang, а потім наближається до сильно індустріалізованої області, району Xidaokou поблизу Shougang. На виїзді з Пекіна швидкісна дорога проходить через знаменитий район Луґоцяо, де розташовані міст Марко Поло та Ванпін, що позначає місце початку Другої японо-китайської війни в 1937 році. Швидкісна дорога також з’єднує Пекін із печерою Пекінської людини Чжоукоудянь і храмом Юньцзю.

### Хебей
- Баодін
- Шицзячжуан
- Сінтай
- Ханьдан

### Хенань
- Аньян
- Сіньсян
- Чженчжоу
- Сючан
- Луохе
- Жумадян
- Сіньян

### Хубей

Автомагістраль G4 Jinggang'ao в провінції Хубей

- Сяогань
- Ухань
- Сяннін

### Хунань
- Юеян
- Чанша
- Чжучжоу
- Хен'ян
- Ченьчжоу

### Гуандун
- Шаогуань
- Гуанчжоу
- Шеньчжень

Швидкісна дорога закінчується в порту Хуанган, Шеньчжень, з'єднаний з дорогою до Гонконгу.

## Історія
Швидкісна автомагістраль починалася як швидкісна автомагістраль Цзінші, що сполучала Пекін із Шицзячжуаном, Хебей. Будівництво секції 270 кілометрів почалося в квітні 1986 року і було повністю відкрито в 1993 році. Цей перший відтинок раніше мав номер G030.

## Фото

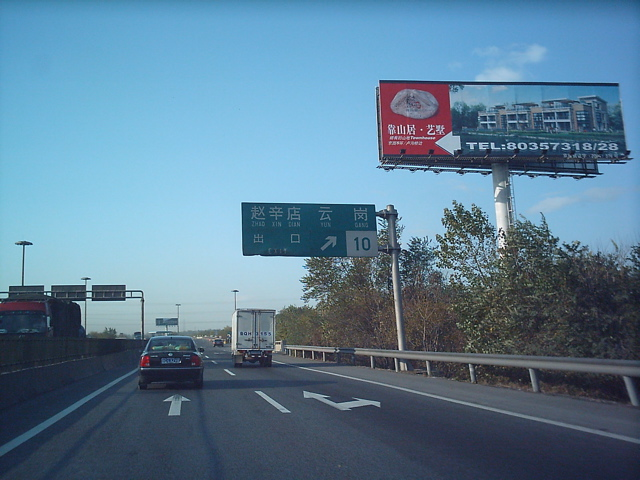
Ділянка швидкісної автостради G4 у районі Фентай у Пекініі, 2004 рік
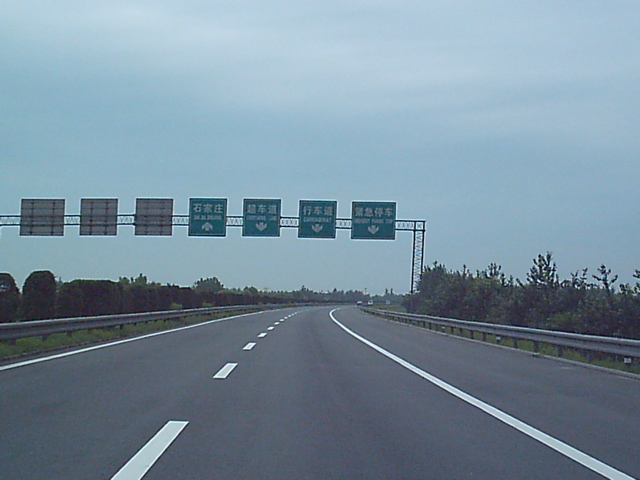
Ділянка автомагістралі G4 у Хебеї в 2004 році
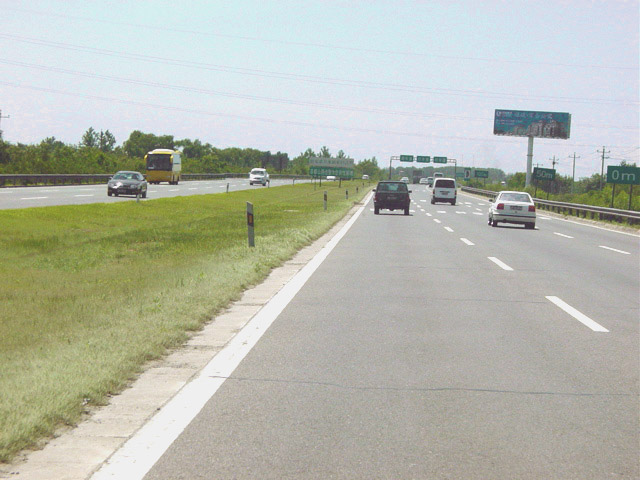
Швидкісна автомагістраль G4 біля виїзду Zhaoxindian/Changxindian у 2004 році